# アメリカ合衆国国務省参事官
アメリカ合衆国国務省参事官（アメリカがっしゅうこくこくむしょうさんじかん、英：Counselor of the United States Department of State）は、アメリカ合衆国国務省における参事官（さんじかん、Counselor）であり、アメリカ合衆国国務長官の相談役として外交政策の様々な主要問題に対応する役職である。
参事官は事務的な観点で国務長官に助言を行い、現場レベルの職員に指示を行う。また参事官は国際的な交渉や会議において特別の指揮権を有し、国務長官の指示により随時任務を引き受ける。参事官はアメリカ合衆国国務次官と法的に同等な地位を有している。

## 歴史
参事官の役職は、1909年に行われた省庁再編の一環として、国務長官の要請によって創設された。実際の任命は、1912年の議会法 (37 Stat. 372) で大統領に任命権が付与された後に行われた。
1913年から1919年までは国務省第2位の地位にあり、それ以前に国務次官補に委ねられていた職務を引き継いだ。1919年、国務次官の役職が新設されると、参事官の職務は国務次官に吸収された。
1937年5月18日、国務省は参事官の役職を再設置した。1961年から1965年までは政策企画評議会の議長も任された。
1994年4月30日、参事官の名称は地球規模問題担当国務次官に改称された。1997年、地球規模問題担当国務次官とは別に、新たに参事官として作成された。

## 歴代参事官
| 代 | 氏名                                 | 任命           | 在任期間       | 在任期間       | 備考  |
| 代 | 氏名                                 | 任命           | 着任           | 退任           | 備考  |
| -- | ------------------------------------ | -------------- | -------------- | -------------- | ----- |
| 1  | チャンドラー・アンダーソン           | 1912年8月23日  | （備考参照）   | 1913年4月22日  | [ 1 ] |
| 2  | ジョン・バセット・ムーア             | 1913年4月21日  | 1913年4月23日  | 1914年3月4日   | [ 2 ] |
| 3  | ロバート・ランシング                 | 1914年3月27日  | 1914年4月1日   | 1915年6月23日  | [ 2 ] |
| 4  | フランク・ライアン・ポーク           | 1915年8月30日  | 1915年9月16日  | 1919年6月30日  | [ 3 ] |
| 5  | ロバート・ウォルトン・ムーア         | 1937年5月20日  | 1937年5月21日  | 1941年2月8日   |       |
| 6  | ベンジャミン・コーエン               | 1945年9月14日  | 1945年10月11日 | 1945年7月31日  |       |
| 7  | チャールズ・ボーレン                 | 1947年7月24日  | 1947年8月1日   | 1949年8月3日   |       |
| 8  | ジョージ・ケナン                     | 1949年6月24日  | 1949年8月4日   | 1951年7月11日  |       |
| 9  | チャールズ・ボーレン                 | 1951年3月13日  | 1951年7月12日  | 1953年3月29日  |       |
| 10 | ダグラス・マッカーサー2世            | 1953年3月11日  | 1953年3月30日  | 1956年12月16日 |       |
| 11 | ジョージ・フレデリック・ラインハルト | 1957年3月14日  | 1957年3月17日  | 1960年2月3日   |       |
| 12 | セオドア・アキリーズ                 | 1960年3月18日  | 1960年3月24日  | 1961年2月15日  |       |
| 13 | ジョージ・マクギー                   | 1961年2月13日  | 1961年2月16日  | 1961年12月3日  |       |
| 14 | ウォルト・ロストウ                   | 1961年11月29日 | 1961年12月4日  | 1966年3月31日  | [ 4 ] |
| 15 | ロバート・ボウイ                     | 1966年9月21日  | 1966年9月21日  | 1968年4月1日   |       |
| 16 | リチャード・ペダーセン               | 1969年1月23日  | 1969年1月24日  | 1973年7月26日  |       |
| 17 | ヘルムート・ソンネフェルト           | 1973年12月19日 | 1974年1月7日   | 1977年2月21日  |       |
| 18 | マシュー・ニメッツ                   | 1977年3月30日  | 1977年4月8日   | 1980年3月19日  |       |
| 19 | ロザンヌ・リッジウェイ               | 1980年3月18日  | 1980年3月20日  | 1981年2月24日  |       |
| 20 | ロバート・カール・マクファーライン   | 1981年2月27日  | 1981年2月28日  | 1982年4月4日   |       |
| 21 | ジェイムズ・バックリー               | 1982年8月20日  | 1982年9月9日   | 1982年9月26日  |       |
| 22 | エドワード・ダーウィンスキ           | 1983年3月18日  | 1983年3月23日  | 1987年3月24日  |       |
| 23 | マックス・カンペルマン               | 1987年7月2日   | 1987年7月15日  | 1988年1月20日  |       |
| 24 | ロバート・ゼーリック                 | 1989年3月2日   | 1989年3月2日   | 1992年8月23日  | [ 5 ] |
| 25 | ティモシー・ワース                   | 1993年4月22日  | 1993年4月23日  | 1994年4月30日  | [ 6 ] |
| 26 | ウェンディ・ルース・シャーマン       | 1997年8月1日   | 1997年8月6日   | 2001年1月20日  |       |
| 27 | フィリップ・ゼリコー                 |                | 2005年2月1日   | 2007年1月2日   |       |
| 28 | エリオット・A・コーエン              |                | 2007年4月30日  | 2009年1月20日  |       |
| 29 | シェリル・ミルズ                     |                | 2009年1月20日  | 2013年2月1日   |       |
| 30 | ヘイザー・ヒギンボザム               |                | 2013年2月1日   | 現在           |       |